# Upplands runinskrifter Fv2012;59
Upplands runinskrifter Fv2012;59 är ett försvunnet vikingatida runstensfragment, troligen av granit, som funnits i Gamla Uppsala kyrka och Uppsala kommun. Enligt anteckningar från 1854 av Carl Säve låg stenen i vapenhusets golv. Säve antar att stenen försvunnit i samband med en kyrkorestaurering 1870. Fragmentets mått är ungefär 30 gånger 30 centimeter. Det hade en del av en runslinga samt rester av djurornamentik.

## Inskriften
Translitterering av runraden:
[... uk · hursi ...]
Normalisering till runsvenska:
... ok Haursi ...
Översättning till nusvenska:
... och Hörse ...